# Озеро Карачи (санаторий)
«Озеро Карачи́» — бальнеологический санаторий в Чановском районе Новосибирской области, расположенный в Барабинской степи между озёрами Карачи́ и Узунгуль.

## История

### Период Российской империи
История курорта начинается в 1880-х годах, когда купцы Наровский и Милинис выкупили на 12 лет у тармакульских татар участок за 250 рублей близ озера Карачи, построив здесь небольшие крытые дёрном строения из берёзового леса, в которых разместили деревянные нары. За отдельную плату клиентам предоставлялась железная кровать.
В 1909 году число «койко-мест» увеличилось до 65. Было устроено «ванное отделение», напоминавшее баню, в котором размещались две деревянные ванны, два чана, а также печь с котлом для нагрева воды. Солёную воду приносили вёдрами из озера. Лечебная процедура заключалась в обмазывании тела грязью и принятии солёной ванны после её засыхания.

### Советский период
В 1919 году многие сооружения и оборудование оздоровительного учреждения были разрушены войсками Колчака, отступавшими под натиском Красной Армии.
В 1920 году лечебница была национализирована и передана под управление Сибстрахкассы.
До 1931 года учреждение использовалось в качестве летней сезонной лечебницы, но уже в ноябре санаторий стал круглогодичным, благодаря чему возросло количество отдыхающих. В 1930 году курорт принял около 1550 человек, тогда как в 1932 году этот показатель увеличился до 3267 пациентов.
В 1934—1937 годах была построена новая водогрязелечебница (44 ванны и 40 грязевых кушеток).
К периоду Великой Отечественной войны санаторий представлял собой развитое медицинское учреждение с современным оснащением, медицинский персонал составляли квалифицированные врачи-бальнеологи, возглавляемые профессором Н. Д. Либеровым. Во время военных действий на базе курорта был организован санаторный госпиталь, обслуживавший тыловые эвакогоспитали.
Впоследствии возле озера Карачи появились летние павильоны, каменные спальные корпуса и здание клуба-столовой, позднее к нему пристроили два крыла, каждое из которых было рассчитано на 150 мест.
В 1958 году при учреждении был создан санаторий для детей от 2 до 14 лет, переболевших полиомиелитом. В этом же году в районе курорта начались изыскания дополнительных водных источников, в результате чего при бурении с глубины в 1 115 метров через скважину на поверхность начала выходить минеральная вода, оказавшаяся схожей по химическому составу с кавказскими минеральными водами. Благодаря данному открытию в санатории было организовано отделение для людей с болезнями пищеварительной системы, а в 1962 году построена питьевая галерея.
В 1971 году курорт был признан бальнеологической здравницей республиканского значения.

### Российский период
В 1990-е годы курорт переживал период упадка.
До 1997 года лечебно-профилактическое учреждение было частью организации «Новосибирские санатории», затем входило в «Новосибирский теркурсовет». В 2002 году санаторий стал государственной собственностью и перешёл в управление курортного отдела Управления социальной защиты Новосибирской области.
В 2007 году восстановлением курорта занималась казахская фирма «СэтЖол», которая выкупила «Озеро Карачи» с помощью зарегистрированной в Новосибирске дочерней организации «СэтКонстракшн», однако уже в 2011 году она продала санаторий компании «Карачинский источник».
В 2017 году правительство Новосибирской области и Ростуризм заключили соглашение. В этом же году для развития проекта «Озёрный кластер», созданного на базе озера Карачи, было выделено 97 млн рублей (63 млн федеральных и 34 млн областных денежных средств).

## Вклад сотрудников в развитие санатория
Учреждение начало возрождаться в 1925 году под руководством доктора Я. З. Штамова (директор) и профессора Омского медицинского института Н. Д. Либерова, научного руководителя курорта, который 10 лет подряд посещал Карачи вместе с научными работниками собственной кафедры.
Значительную роль в исследовании природных ресурсов курорта сыграли профессоры Томского государственного университета И. Ю. Валединский, М. Д. Рузский и М. Г. Курлов, по инициативе которого клинические врачи Томска и работники физиотерапевтического института тщательно изучили воздействие грязевых и рапных ванн на организм человека, в результате чего были созданы первые научные методики для лечения; в свою очередь профессор И. Ю. Валединский сумел рационально организовать на территории курорта лечебную деятельность.
Большой вклад в развитие здравницы внёс ректор Новосибирского медицинского института профессор Г. Д. Залесский, долгое время занимавший пост научного руководителя санатория. Заслуженный деятель исследовал лечебные факторы курорта, их воздействия на больных и занимался разработкой эффективных методов лечения.

## Деятельность
Санаторий специализируется на лечении кожных заболеваний, болезней сердечно-сосудистой, нервной, эндокринной систем, опорно-двигательного аппарата, желудочно-кишечного тракта и т. д. В числе лечебных методов — бальнеотерапевтические процедуры с использованием йодобромной воды, грязелечение.